# Christiernus Christophori
Christiernus Christophori, född 27 januari 1623 i Eksjö stadsförsamling, Småland, död 9 januari 1701 i Söderköping, var en svensk präst.

## Biografi
Christiernus Christophori föddes 27 januari 1623 i Eksjö stadsförsamling. Han var son till borgmästaren Christopher Christersson och Elisabeth Pedersdotter (död 1679). Christophori blev 19 september 1643 student vid Uppsala universitet och reste sedan utomlands, där han besökte flera akademier. Han kom sedan tillbaka till Sverige och var då filosofie magister. Christophori blev 1657 historielektor ("historiarum & philisiphiae") vid Linköpings gymnasium och prästvigdes 10 juni 1665. Han blev 1666 kyrkoherde i Kuddby församling. Christophori blev 1672 kyrkoherde i S:t Laurentii församling, Söderköping och samma år blev han även kontraktsprost i Hammarkinds kontrakt. Han var riksdagsman vid Riksdagen 1672 och Riksdagen 1680. Christophori avled 9 januari 1701 i Söderköping. Både han och hans fru begravdes i Skönberga kyrkas sakristia, där ligger en gravsten med inskription på latin.

### Familj
Christophori gifte sig 1657 med Elisabeth Drysenius (död 1694). Hon var dotter till kyrkoherden Samuel Drysenius och Anna Nilsdotter Grubb i Vadstena församling. De fick tillsammans barnen rektorn Nicolaus Christophori vid Söderköpings trivialskola, en dotter (död 1665), Maria Christophori som var gift med kyrkoherden Erik Duræus i Kuddby församling, Anna Christophori (född 1670) som var gift med tullförvaltaren Anders Arvidsson Brunsvig i Söderköping, Christina Christophori (1672–1711) som var gift med faktorn Lars Kant, Elisabeth Christophori (1676–1678), Catharina Christophori (född 1678), Johannes Christophori (född 1682) och Margareta Christophori (1684–1684).